# Atletica leggera femminile ai Giochi della XXVIII Olimpiade
Ai Giochi della XXVIII Olimpiade di Atene 2004 sono stati assegnati 22 titoli nell'atletica leggera femminile.

## Calendario
| Gare   |                         |                         |            |              |            |             |                   |                   |                   |    |    |
|        | 100 m                   | 100 m                   |            | 200 m        | 200 m      | 200 m       | Staffetta 4x100 m | Staffetta 4x100 m |                   | 22 |    |
|        |                         | 400 m                   | 400 m      |              | 400 m      |             |                   | Staffetta 4x400 m | Staffetta 4x400 m | 22 |    |
|        | 800 m                   | 800 m                   |            | 800 m        | 1500 m     |             | 1500 m            |                   | 1500 m            | 22 |    |
|        | 5000 m                  |                         |            | 5000 m       |            |             |                   | 10000 m           |                   | 22 |    |
|        |                         | 400 m ost.              | 400 m ost. |              |            | 400 m ost.  |                   |                   |                   | 22 |    |
|        |                         |                         | Maratona   | Marcia 20 km |            |             |                   |                   |                   | 22 |    |
|        |                         | Asta                    |            |              | Asta       | Lungo       | Alto              | Lungo             | Alto              | 22 |    |
|        |                         | Triplo                  |            | Triplo       |            |             |                   |                   |                   | 22 |    |
| Peso   | Disco                   | Disco                   |            | Martello     |            | Martello    |                   |                   |                   | 22 |    |
|        | Eptathlon (1ª giornata) | Eptathlon (2ª giornata) | 100 m ost. | 100 m ost.   | 100 m ost. | Giavellotto |                   | Giavellotto       |                   | 22 |    |
|        |                         |                         |            |              |            |             |                   |                   |                   |    |    |
| Titoli | 1                       | -                       | 3          | 1            | 4          | 3           | 3                 | -                 | 4                 | 3  | 22 |

|  | Qualificazioni |  | Finali |

Come nelle precedenti edizioni, il programma femminile termina di sabato, poiché di domenica si disputa solo la Maratona maschile.

Viene eliminato il giorno di pausa (martedì): le gare sono distribuite lungo dieci giorni senza soluzione di continuità.

La giornata del martedì è celebrata con le finali di: 400 metri piani (che si sovrappongono ai 200), 100 m ostacoli e Salto con l'asta.
Cosa cambia?
- Nei 200 metri i quattro turni erano sempre stati concentrati in due giorni. Ora invece sono distribuiti su tre. Lo stesso vale per i 100 ostacoli;
- Nei 400 metri (piani e ad ostacoli) si ragiona in modo diverso: i Quarti di finale sono eliminati, quindi i turni scendono da quattro a tre (dalle batterie si passa direttamente alle semifinali). Le giornate di gara sono tre, ma viene inserito un giorno di riposo, per cui la gara dura sempre quattro giorni. Con l'ulteriore differenza che nella gara ad ostacoli i giorni di riposo sono due;
- La staffetta 4x100 metri viene arretrata di un giorno: decisione bizzarra perché toglie l'unico giorno di riposo esistente tra 200 e staffetta veloce (il giovedì).

Altre decisioni:
- Nei 10.000 metri si disputa direttamente la finale;
- A Sydney molti concorsi si svolgevano interamente in un giorno. Ad Atene sono reintrodotte le qualificazioni. La finale si svolge due giorni dopo. Fanno eccezione: il Disco, la cui finale si svolge il giorno dopo, e l'Asta, la cui finale si svolge tre giorni dopo;
- Il getto del peso (sia maschile che femminile) si disputa nella suggestiva cornice del sito archeologico di Olimpia, nei pressi dell'antico stadio. Per dare maggior risonanza all'evento, si svolge mercoledì 18, ovvero due giorni prima l'inizio delle gare su pista.

## Nuovi record
Il record mondiali è, per definizione, anche record olimpico.
| Nuovo record mondiale in       | 1 specialità: | Salto con l'asta                           |
| Nuovo record olimpico in altre | 5 specialità: | 100 h, 400 h, Alto, Martello e Giavellotto |

## Risultati delle gare
| Specialità | Oro                                                                                             | Risultato | Argento | Risultato | Bronzo                                                                              | Risultato | Dettagli            |
| --- | ----------------------------------------------------------------------------------------------- | --------- | --- | --------- | ----------------------------------------------------------------------------------- | --------- | ------------------- |
| 100 m | Julija Nescjarėnka                                                                              | 10"93     | Lauryn Williams                                                                                             | 10"96     | Veronica Campbell                                                                   | 10"97     | Classifica completa |
| 200 m | Veronica Campbell                                                                               | 22"05     | Allyson Felix                                                                                               | 22"18     | Debbie Ferguson                                                                     | 22"30     | Classifica completa |
| 400 m | Tonique Williams                                                                                | 49"41     | Ana Guevara                                                                                                 | 49"56     | Natal'ja Antjuch                                                                    | 49"89     | Classifica completa |
| 800 m | Kelly Holmes                                                                                    | 1'56"38   | Hasna Benhassi                                                                                              | 1'56"43   | Jolanda Čeplak                                                                      | 1'56"43   | Classifica completa |
| 1.500 m | Kelly Holmes                                                                                    | 3'57"90   | Tat'jana Tomašova                                                                                           | 3'58"12   | Maria Cioncan                                                                       | 3'58"39   | Classifica completa |
| 5.000 m | Meseret Defar                                                                                   | 14'45"65  | Isabella Ochichi                                                                                            | 14'48"19  | Tirunesh Dibaba                                                                     | 14'51"83  | Classifica completa |
| 10.000 m | Xing Huina                                                                                      | 30'24"36  | Ejegayehu Dibaba                                                                                            | 30'24"98  | Derartu Tulu                                                                        | 30'26"42  | Classifica completa |
| 100 m ostacoli | Joanna Hayes                                                                                    | 12"37     | Olena Krasovska                                                                                             | 12"45     | Melissa Morrison                                                                    | 12"56     | Classifica completa |
| 400 m ostacoli | Fanī Chalkia                                                                                    | 52"82     | Ionela Târlea                                                                                               | 53"38     | Tetjana Tereščuk                                                                    | 53"44     | Classifica completa |
| Maratona | Mizuki Noguchi                                                                                  | 2h26'20"  | Catherine Ndereba                                                                                           | 2h26'32"  | Deena Kastor                                                                        | 2h27'20"  | Classifica completa |
| Marcia 20 km | Athanasia Tsoumeleka                                                                            | 1h29'12"  | Olimpiada Ivanova                                                                                           | 1h29'16"  | Jane Saville                                                                        | 1h29'25"  | Classifica completa |
| Salto in alto | Elena Slesarenko                                                                                | 2,06 m    | Hestrie Cloete                                                                                              | 2,02 m    | Vita St'opina                                                                       | 2,02 m    | Classifica completa |
| Salto con l'asta | Elena Isinbaeva                                                                                 | 4,91 m    | Svetlana Feofanova                                                                                          | 4,75 m    | Anna Rogowska                                                                       | 4,70 m    | Classifica completa |
| Salto in lungo | Tat'jana Lebedeva                                                                               | 7,07 m    | Irina Simagina                                                                                              | 7,05 m    | Tat'jana Kotova                                                                     | 7,05 m    | Classifica completa |
| Salto triplo | Françoise Mbango Etone                                                                          | 15,30 m   | Hrysopiyí Devetzí                                                                                           | 15,25 m   | Tat'jana Lebedeva                                                                   | 15,14 m   | Classifica completa |
| Getto del peso | Yumileidi Cumbá                                                                                 | 19,59 m   | Nadine Kleinert                                                                                             | 19,55 m   | Nadzeja Astapčuk                                                                    | 19,01 m   | Classifica completa |
| Lancio del disco | Natal'ja Sadova                                                                                 | 67,02 m   | Anastasia Kelesidou                                                                                         | 66,68 m   | Věra Pospíšilová-Cechlová                                                           | 66,08 m   | Classifica completa |
| Lancio del martello | Ol'ga Kuzenkova                                                                                 | 75,02 m   | Yipsi Moreno                                                                                                | 73,36 m   | Yunaika Crawford                                                                    | 73,16 m   | Classifica completa |
| Lancio del giavellotto | Osleidys Menéndez                                                                               | 71,53 m   | Steffi Nerius                                                                                               | 65,82 m   | Miréla Manjani                                                                      | 64,29 m   | Classifica completa |
| Eptathlon | Carolina Klüft                                                                                  | 6.952 p.  | Austra Skujytė                                                                                              | 6.435 p.  | Kelly Sotherton                                                                     | 6.424 p.  | Classifica completa |
| Staffetta 4×100 m | Giamaica Tayna Lawrence Sherone Simpson Aleen Bailey Veronica Campbell Beverly McDonald         | 41"73     | Russia Ol'ga Fëdorova Julija Tabakova Irina Chabarova Larisa Kruglova                                       | 42"27     | Francia Véronique Mang Muriel Hurtis Sylviane Félix Christine Arron                 | 42"54     | Classifica completa |
| Staffetta 4×400 m | Stati Uniti DeeDee Trotter Monique Henderson Sanya Richards Monique Hennagan Moushaumi Robinson | 3'19"01   | Russia Olesja Krasnomovec Natal'ja Nazarova Olesja Zykina Natal'ja Antjuch Tat'jana Firova Natal'ja Ivanova | 3'20"16   | Giamaica Novlene Williams Michelle Burgher Nadia Davy Sandie Richards Ronetta Smith | 3'22"00   | Classifica completa |
| record mondiale; record olimpico; record mondiale stagionale; record africano; record asiatico; record europeo; record nord-centroamericano e caraibico; record sudamericano; record oceaniano; record nazionale; record personale; record personale stagionale. |                                                                                                 |           | |           |                                                                                     |           |                     |

Statistiche
Delle diciannove vincitrici di gare individuali a Sydney (il titolo sui 100 metri piani è stato revocato), ben sette  hanno abbandonato l'attività agonistica. In più Elena Elesina (Salto in alto) non si è qualificata e tre atlete non sono attive. Otto olimpioniche, quindi, si presentano ad Atene per difendere il titolo. Nessuna di loro riesce a confermarsi campionessa.

Sono due le primatiste mondiali che vincono la loro gara: Elena Isinbaeva (Salto con l'asta) e Osleidys Menéndez (Lancio del giavellotto).
Nel 2003 si sono tenuti a Saint-Denis (Francia) i Campionati mondiali di atletica leggera. Delle venti campionesse di gare individuali, diciassette si presentano ad Atene per tentare l'abbinamento con l'oro olimpico. Solo una, Carolina Klüft (Eptathlon), riesce nell'impresa.

Nessuna atleta si presenta nella veste di campionessa in carica e di primatista mondiale.
Sono riuscite a qualificarsi ben 17 atlete di categoria Junior. Sei riescono ad arrivare in finale. Quelle che ottengono i migliori risultati sono: la statunitense Allyson Felix, che vince la medaglia d'Argento nei 200 metri, e l'etiope Tirunesh Dibaba, che vince la medaglia di Bronzo nei 5000 metri.

È riuscita a qualificarsi anche un'atleta della categoria Allieve (16-17 anni): la moldava Olga Cristea. Partecipa alle batterie degli 800 metri.